# Southorpe

Southorpe es una parroquia civil en la ciudad de Peterborough, Cambridgeshire en el Reino Unido. Debido a fines electorales, forma parte de la sala Barnack en el noroeste de la constitución de Cambridgeshire.